# 기타나카구스쿠촌
기타나카구스쿠촌(일본어: 北中城村)은 일본 오키나와현 나카가미군의 촌이다. 일본에서 가장 인구 밀도가 높은 촌이다.

## 지리
오키나와섬 중부의 동해안에 위치하고 나카구스쿠만과 접한다. 면적은 도쿄도 지요다구와 거의 같다.

### 인접한 자치체
- 오키나와시
- 기노완시
- 나카가미군
  - 자탄정
  - 나카구스쿠촌

## 역사
- 1908년 4월 1일 - 나카구스쿠촌이 탄생하였다.
- 1946년 5월 20일 - 나카구스쿠촌 북부의 12개 행정구가 분리되어 기타나카구스쿠촌이 탄생하였다.

## 교통

### 도로
- 오키나와 자동차도
- 국도 329호선
- 국도 330호선